# Пінон довгодзьобий
Пі́нон довгодзьобий (Ducula galeata) — вид голубоподібних птахів родини голубових (Columbidae). Ендемік Французької Полінезії.

## Опис
Довжина птаха становить 50-55 см, вага 900 г. Довжина крила становить 27,8-32,1 см, довжина хвоста 18,1-23,1 см, довжина дзьоба 19-27 мм. Виду не притаманний статевий диморфізм. Восковиця збільшена, покриа білим пір'ями. Голова, горло і груди сіруваті, живіт коричнюватий. Верхня частина тіла, крила і хвіст темно=зелені з блакитнувато-зеленим відблском. Ніжні покривні пера крил і хвоста чорні. Дзьоб чорний, райдужки кремові, лапи темно-червоні.

## Поширення і екологія
Довгодзьобі пінони є ендеміками острова Нуку-Хіва в архіпелазі Маркізьких островів. Вони живуть у вологих гірських і рівнинних тропічних лісах, трапляються на бананових і апельсинових плантаціях. Зустрічаються поодинці або парами, лише на заході і північному заході острова, в гірських долинах і на порослих лісом плато, на висоті від 250 до 1300 м над рівнем моря. Живляться плодами, зокрема індійським манго, яблучною гуаявою, дрібними плодами фікусів, кордій Cordia і євгеній Eugenia. Розмножуються протягом всього року, гніздо являє собою невелику платформу з гілочок, розміщується на дереві. В кладці 1 біле яйце.

## Збереження
МСОП класифікує цей вид як такий, що перебуває під загрозою зникнення. За оцінками дослідників, популяція довгодзьобих пінонів становить від 200 до 250 птахів. Їм загрожує пол.вагння і знищення природного середовища. У 2000 році розпочалася програма по інтродукції довгодзьобого пінона на острів Уа-Хука. Станом на 2008 році популяція довгодзьобих пінонів на цьому острові становила 46 птахів, були зафіксовані випадки гніздування.